# Liste von Bauwerken in Nový Bor
Die Liste von Bauwerken in Nový Bor beinhaltet die bedeutendsten Bauten der Architektur aus der Zeit von 1700 bis 2000 in Nový Bor. Die aufgeführten Gebäude geben einen Überblick über die Architekturgeschichte der letzten 300 Jahre, sie führen den Betrachter durch die Architekturstile dieser Periode. Die wichtigsten Bauten werden in der Broschüre Památky Nového Boru (Denkmale in Nový Bor) vorgestellt.
Nur wenige dieser Bauten stehen unter Denkmalschutz.
Das Zentrum der Stadt ist 1992 zu einer städtischen Denkmalzone erklärt worden. Dort befinden sich die historischen Bauwerke, die unter Denkmalschutz stehen, siehe Liste der denkmalgeschützten Objekte in Nový Bor.

## Liste von Bauwerken in Nový Bor-Haida
Die bedeutendsten moderneren Bauwerke sind in dieser Liste zusammengestellt. Gebäude, die unter Denkmalschutz stehen, sind mit der ÚSKP-Nr. der Zentralen Liste der Kulturdenkmale der Tschechischen Republik (Ústřední seznam kulturních památek České republiky) gekennzeichnet.
| Lage                                     | Objekt                                                            | Architekt                               | Baujahr       | Beschreibung | ÚSKP-Nr.                  | Bild                                                            |
| ---------------------------------------- | ----------------------------------------------------------------- | --------------------------------------- | ------------- | --- | ------------------------- | --------------------------------------------------------------- |
| náměstí Míru 1 (Standort)                | Rathaus (Radnice)                                                 |                                         | 1751          | Barockbau mit Mansarddach, urspr. als herrschaftlicher Getreidespeicher errichtet, aber im 18. Jahrhundert für die großflächige Textilproduktion genutzt. 1821 von der Stadt gekauft und für die Stadtverwaltung zum Rathaus umgebaut. Hier befanden sich u. a. das Amtsgericht und das Finanzamt sowie die Gendarmeriestation und das Gefängnis. Am Rathausportal wurde eine Rokokokartusche mit dem Kinsky-Wappen angeordnet, später das Stadtwappen. | 34561/5-4896 Info Katalog | weitere Bilder                                                  |
| náměstí Míru 128 (Standort)              | Grundschule (ZŠ náměstí Míru) – ehem. Piaristen-Kloster           |                                         | 1886/87       | Ursprünglich stand hier das Piaristenkloster, das von 1765 bis 1870 eine Piaristenschule in Haida betrieben hat. Das neue Gebäude der deutschen Schule (mit Volks-, Bürger- und weiterführender Schule) entstand durch Umbau eines einstöckigen Gebäudes in ein zweistöckiges Gebäude. Seit 1919 gab es auch eine tschechische Schule. | Wikidata-Objekt anzeigen  | weitere Bilder                                                  |
| náměstí Míru 57–61 (Standort)            | Älteste Patrizierhäuser am Markt, erste Glas-Exportfirmen         |                                         | 1763          | Die Häuser Nr. 57–61 am Markt sind die ältesten Patrizierhäuser der Stadt aus der zweiten Hälfte des 18. Jahrhunderts und waren Hauptsitz der ersten Exportglasunternehmen. - Das Haus mit dem Empire-Tor Nr. 57 wurde zuerst gebaut und gehörte Georg Anton Janka aus Langenau (Skalice), der hier den Sitz eines Familien-Glashandelsunternehmen aufbaute. Das Haus wurde mit großen Kellern zur Lagerung von Waren ausgestattet und 1966 nach den Plänen des Architekten Karel Pelant renoviert. Zum Haus gehört auch das klassizistische Tor von 1805. - Das Haus Nr. 61 mit dem spätbarocken Tor gehörte ursprünglich Anton Stöhr aus Nürnberg. Graf Kinský betraute ihn mit der Verwaltung des Anwesens. Er war auch Bürgermeister der Stadt. Zum Haus gehört das spätbarocke Tor mit der Rokokovase.                            | 35926/5-3173 Info Katalog | Älteste Patrizierhäuser am Markt, erste Glas-Exportfirmen       |
| náměstí Míru 105 (Standort)              | Glasmuseum (Sklářské muzeum)                                      |                                         | 1804          | Stadthaus im Empire-Stil mit Mansarddach und verziertem Sandstein-Portal mit Ankerzeichen, erbaut vom Glashändler Johann Christian Socher, der viele Jahre erfolgreich böhmisches Glas in Mexiko verkauft hat und dessen Familie bis zum Anfang des 20. Jahrhunderts im Besitz des Hauses war. In den 1920er Jahren wurde das Haus an den Glasexport-Unternehmer Stephan Rautenstrauch verkauft. Seit 1952 ist hier das Glasmuseum untergebracht, das bereits 1893 in Haida gegründet wurde. Die ursprüngliche Sammlung wurde von den Bürgern der Stadt aufgebaut. Heute wird die Geschichte des böhmischen Glases vom 17. Jahrhundert bis zur Gegenwart in einer ständigen Ausstellung des Museums dokumentiert. Die Ausstellung wird ergänzt durch einzigartige Glasmacher-Werkstätten und das Modelle eines historischen Glasofens. | 25165/5-3178 Info Katalog | weitere Bilder                                                  |
| náměstí Míru 100-101 (Standort)          | Egermann-Häuser                                                   |                                         | 1763          | sog. Egermanns Häuser. Zunächst lebten im Haus Nr. 100 der Glashändler Johann Christoph Gotscher aus Blottendorf (Polevsko) und im Haus Nr. 101 der Glashändler Anton Christoph Kittel, ein ehemaliger Hüttenmeister aus Kittlitz (Kytlice). Seit 1820 lebte im Haus Nr. 100 Friedrich Egermann (1777–1864), ein böhmischer Glasmacher, der für seine Erfindung der roten Glasur (1832) bekannt wurde. 1823 kaufte er auch das Haus Nr. 101, wohin er seine Glasfirma und den Ausstellungsraum verlegte. Jetzt wird das Haus Nr. 101 als Glasgalerie genutzt. Das Relief „Fr. Egermann“ stammt vom Glaskünstler Jiří Harcuba. | 37638/5-4898 Info Katalog | Egermann-Häuser                                                 |
| Tř. T. G. Masaryka 2 (Standort)          | Restaurant zur Post (Restaurace Pošta)                            |                                         | 1696          | Das Gasthaus „Zur Post“ war ursprünglich ein Herrenhaus, das von Graf von Kokorzow (Kokořov) erbaut wurde. Erstmieter war Wenzel Hynek Grossmann, der das Gebäude 1708 kaufte. 1732 wurde das Gasthaus eine Poststation (bis 1748), später auch Station der Postkutschen (bis zur Errichtung der Eisenbahn in den 1860er Jahren), danach mehrfache Umbauten und Besitzerwechsel. Das Haus ist mit über 300 Jahren eines der ältesten noch funktionierenden Gasthäuser im Norden Tschechiens. | Wikidata-Objekt anzeigen  | weitere Bilder                                                  |
| Tř. T. G. Masaryka 3 (Standort)          | Bürgerhaus Nr. 3                                                  |                                         |               | |                           | Bürgerhaus Nr. 3                                                |
| Tř. T. G.Masaryka 42 (Standort)          | Apotheke „Zum Goldenen Löwen“ (Lékárna U Zlatého lva)             |                                         | 1799          | Inhaber war Karl Hieke aus Böhmisch Kamnitz (Česká Kamenice). Beim Umbau der Apotheke 1817 ließ dieser eine Dokumentensammlung über seine Familie und die Apotheke einmauern, die in den 1990er Jahren bei der Renovierung des Hauses entdeckt wurde. Bis 1841 im Besitz der Familie Hieke, danach bis 1945 im Besitz der Familie Schlegel. Rudolf Schlegel, der Gründer des Waldfriedhofs, war Apotheker und Bürgermeister. Bei der Renovierung des Hauses wurden in den 1990er Jahren Münzen aus dem späten 18. und frühen 19. Jahrhundert gefunden. | 42096/5-4907 Info Katalog | weitere Bilder                                                  |
| Tř. T. G.Masaryka 45 (Standort)          | Ehem. Hotel mit Ballsaal (Navrátil-Saal)                          |                                         | 1837          | Hotel „Stadt Wien“, ehem. Besitzer: Josef Calasanz Gerner. 1846 übernachtete hier der König von Preußen Friedrich Wilhelm IV., um 1853 Renovierung des Ballsaals durch Schüler des Malers Josef Navrátil (1798–1865), evtl. unter Mitarbeit des Malers, ab 1856 als Glasraffinerie genutzt. Jetzige Nutzung als Restaurant mit Saal für kulturelle Veranstaltungen. | 23363/5-4909 Info Katalog | Ehem. Hotel mit Ballsaal (Navrátil-Saal)                        |
| náměstí Míru 55 (Standort)               | Postamt                                                           | Emil F. Rühr                            | 1904          | urspr. Postamt und Sparkasse, Jugendstilgebäude, Inneneinrichtung vom Architekten Maximilian Dittrich | Wikidata-Objekt anzeigen  | weitere Bilder                                                  |
| Tř. T. G.Masaryka 261 (Standort)         | Kommerzbank                                                       | Josef Effenberger und Fritz Noppes      | 1931          | urspr. Sparkasse, erbaut im Art-Deco-Stil |                           | Kommerzbank                                                     |
| Liberecká 67 (Standort)                  | Bürgerhaus Nr. 67                                                 |                                         | 1764          | Erstbesitzer war der Glasexporthändler Johann Heinrich Gotscher, 1929 Umbau zur Gastwirtschaft „Zum Rathaus“ mit Metzgerei, nach 1945 Restaurant „Radnice“, jetzt Wohn- und Geschäftshaus |                           | Bürgerhaus Nr. 67                                               |
| Liberecká 99 (Standort)                  | Bürgerhaus Nr. 99                                                 |                                         |               | Wohn- und Geschäftshaus, mit Gaststätte | 45661/5-3169 Info Katalog | weitere Bilder                                                  |
| náměstí Míru (Standort)                  | Dekanatskirche Mariä Himmelfahrt (Kostel Nanebevzetí Panny Marie) | Johann Wenzel Kosch (1718–1798)         | 1786–1788     | Kirche Mariä Himmelfahrt: Hauptaltar und Skulpturen von Ignaz Michael Platzer (1757–1826) aus Prag, Seitenaltäre und Skulpturen vom Bildhauer Anton Max und dem Tischler Jakob Lischka, Altarbilder von Anton Donat: - Himmelfahrt der Jungfrau Maria (Hauptaltar) - Hl. Joseph von Calasanza, Gründer des Piaristenordens (linker Seitenaltar) - Hl. Rosalie (rechter Seitenaltar) Kreuzweg von Franz Liebich (1830). Die Grabstätte der Familie Wenzel Grossmann († 1766) befindet sich unter der Kirche. | 40789/5-3166 Info Katalog | weitere Bilder                                                  |
| Sloupská 272 (Standort)                  | Pfarrhaus (Dekanat)                                               |                                         | 1877          | Fassade des Pfarrhauses mit neugotischen Elementen (Maßwerk über den Fenstern). Von 1786 bis 1870 wurde das Pfarramt vom Pfarrer im Piaristenkloster ausgeübt. |                           | Pfarrhaus (Dekanat)                                             |
| Sloupská 129 (Standort)                  | Bürgerhaus Nr. 129                                                |                                         | 1760 bis 1770 | Das Haus war bis 1838 im Besitz der Familie von Johann Anton Preisler, einem erfolgreichen Glashändler aus Langenau (Skalice). Unter dem Einfluss des Klassizismus wurde in der Mitte des 19. Jahrhunderts ein von dorischen Säulen getragener Balkon angebaut. | 21950/5-4903 Info Katalog | weitere Bilder                                                  |
| Sloupská 135 (Standort)                  | Wohn- und Geschäftshaus Nr. 135 – sog. Zinke-Haus                 | Johann Wenzel Kosch (1718–1798)         | 1789          | Spätbarockes Wohn- und Geschäftshaus mit Hauszeichen, erbaut vom Glashändler Johann Anton Zinke aus Langenau (Skalice). Die Firma Hiecke, Rautenstrauch, Zinke & Co. gehörte im 18. und 19. Jahrhundert zu den wichtigsten Glashandels-Unternehmen. Im Jahr 1804 fand hier die erste Glasausstellung anlässlich des Besuchs von Kaiser Franz I. und seiner Frau statt. Nach 1945 befand sich hier ein Staatsgut. Nach 1989 wurde das Gebäude privatisiert. | 35070/5-3181 Info Katalog | Wohn- und Geschäftshaus Nr. 135 – sog. Zinke-Haus               |
| Sloupská 137 (Standort)                  | Wohn- und Geschäftshaus Nr. 137                                   |                                         | 1796          | Zweigeschossige Bürgerhaus, in den 1920er Jahren umgebaut, mit einem klassizistischen Säulenportikus am Eingang des Gebäudes | 34848/5-4904 Info Katalog | Wohn- und Geschäftshaus Nr. 137                                 |
| Kalinova ulice 109 (Standort)            | Bürgerhaus Nr. 109 – sog. Kalina-Haus                             |                                         | um 1780       | Zweigeschossiges Umgebindehaus mit Sockel, Mansarddach und klassizistischem Portal, typisch für die Volksarchitektur des Lausitzer Vorgebirges, Geburtshaus des Dichters Josef Jaroslav Kalina (1816–1847). | 36311/5-4902 Info Katalog | Bürgerhaus Nr. 109 – sog. Kalina-Haus                           |
| Kalinova 121 (jetzt 572) (Standort)      | Forst- und Jagdhaus (Gutshof) Nr. 121                             |                                         | 1768          | Urspr. Gutshof mit Forst- und Jagdhaus des Forstinspektors Graf Johann Anton Sauer, 1928 umgebaut, nach 1945 Jugendheim der Glasgewerbeschule Nový Bor, seit 2010 als Kindergarten genutzt, siehe (de.mapy.cz) |                           | Forst- und Jagdhaus (Gutshof) Nr. 121                           |
| Palackého 144 / Špálova (Standort)       | Villa                                                             |                                         |               | Eckvilla, jetzt Kindergarten MŠ Srdíčko |                           | Villa                                                           |
| Křižíkova 301 (Standort)                 | Grundschule mit künstlerischem Profil (Základní umělecká škola)   |                                         | 1901          | Fabrikantenvilla Alexander Hosch (Kronleuchter-Manufaktur), seit 1946 als künstlerische Grundschule genutzt. |                           | Grundschule mit künstlerischem Profil (Základní umělecká škola) |
| Štursova 286 (Standort)                  | Heiliggeistkirche im OT Arnsdorf (Arnultovice)                    |                                         | 1888          | Zunächst als Friedhofskapelle des Arnsdorfer Friedhofs errichtet, aber nicht geweiht. Die Heilig-Geist-Kirche diente nur der Altkatholischen Kirche und der evangelischen Kirche, bis zum Bau der neugotischen evangelischen Kirche 1902 in Haida (Architekt Maximilian Dittrich). Diese Kirche ist 1982 abgebrannt und wurde 1983 abgerissen. Nach 1945 wurde das Gebäude Eigentum der Stadt Nový Bor und wurde als Werkstatt und Lager genutzt. Nach 2000 begann die Instandsetzung des baufälligen Gebäudes, die Weihe erfolgte erst 2008, jetzt dient sie der Tschechoslowakischen Hussitischen Kirche und der Evangelischen Kirche der Böhmischen Brüder. | Wikidata-Objekt anzeigen  | weitere Bilder                                                  |
| Štursova (Standort)                      | Friedhof im OT Arnultovice mit Grufthäusern                       |                                         |               | Grufthäuser Franz Ladisch und Adolf Zink | Wikidata-Objekt anzeigen  | weitere Bilder                                                  |
| Rumburských hrdinů (Standort)            | Waldfriedhof mit Feierhalle und Grufthäusern                      | Hans Pfitzner                           | 1907          | Grufthäuser Franz Friess, Franz Hantich und Franz Tschernich | Wikidata-Objekt anzeigen  | weitere Bilder                                                  |
| Rumburských hrdinů 632 (Standort)        | Ehem. Glashütte Zahn                                              |                                         |               | Glashütte der Firma „Gebr. Zahn Glasschleiferei und Glasraffinerie“, gegr. von Josef Alois Eduard Zahn (1868–1943), 1946 enteignet. |                           | Ehem. Glashütte Zahn                                            |
| Palackého náměstí 165 (Standort)         | Bürgerhaus Nr. 165                                                |                                         | 1807          | Klassizistische zweistöckige Haus, durch Lisenen-Rahmen gegliedert, mit klassizistischem Steinportal von 1807 | 47207/5-4918 Info Katalog | Bürgerhaus Nr. 165                                              |
| Palackého náměstí 170-171 (Standort)     | Lasvit-Häuser                                                     |                                         | um 1800       | Gruppe von insgesamt vier Häusern: historisches Empire-Haus Nr. 170 mit markanter Holz-Loggia und Bürgerhaus Nr. 171, dazwischen das Glashaus und das Schwarze Haus (Neubauten). Die ersten Besitzer waren die Glashändler Johann Georg und Franz Bretschneider, jetzt Sitz des Unternehmens Lasvit. | 27844/5-4915 Info Katalog | Lasvit-Häuser                                                   |
| Palackého náměstí 181 (Standort)         | Bürgerhaus Nr. 181                                                |                                         | um 1790       | Spätbarockes zweistöckiges Haus, errichtet um 1790, in sehr authentischer Form erhalten. | 34774/5-3171 Info Katalog | Bürgerhaus Nr. 181                                              |
| Palackého 186 (Standort)                 | Bürgerhaus Nr. 186                                                |                                         | 1868          | Bürgerhaus im damals modischen maurischen Stil bzw. im Tudorstil erbaut. Besitzer war Karl Palda, der seine Firma im gegenüberliegenden Gebäude Nr. 187 hatte. | 29186/5-4923 Info Katalog | Bürgerhaus Nr. 186                                              |
| Tyršovo náměstí / Žižkova 269 (Standort) | Ehem. Grohmann-Villa, jetzt Parkhotel Morris                      |                                         | 1874          | Ehem. Grohmann-Villa vom Ende des 19. Jahrhunderts, im Neorenaissancestil errichtet. 1996 wurde die Originalvilla mit einem neuen Flügel verbunden und als Parkhotel Morris eröffnet. |                           | Ehem. Grohmann-Villa, jetzt Parkhotel Morris                    |
| Wolkerova 228 (Standort)                 | Bahnhof                                                           |                                         | 1868          | Bahnhof Nový Bor an der Bahnstrecke Bakov nad Jizerou–Ebersbach (Linie Nr. 080), eröffnet 1869 von der Böhmischen Nordbahn (BNB), ab 1908 von der Kaiserlich-Königlichen Staatsbahn (kkStB) übernommen, seit 1918 in der Verwaltung der Tschechoslowakischen Staatsbahnen. | Wikidata-Objekt anzeigen  | weitere Bilder                                                  |
| Tř. T. G.Masaryka 283 (Standort)         | Turnhalle, jetzt Sokol-Haus                                       | Bernhard Schreiber (Dresden)            | 1879          | Gebäude mit originaler Turnhalle, nach Umbau 1902 durch Maximilian Dittrich wurde der Saal für Theater, Tanz und Konzerte genutzt, später entstand ein Kino und eine Gaststätte, jetzt Sokol-Haus mit Restaurant Sokolovna und Sporthalle derTělovýchovná jednota Jiskra Nový Bor. | Wikidata-Objekt anzeigen  | Turnhalle, jetzt Sokol-Haus                                     |
| Wolkerova 316 (Standort)                 | Höhere Glasgewerbeschule (Glasfachschule)                         |                                         | 1892          | 1870 wurde in Haida eine Glasfachschule (als Fortsetzung der Piaristenschule) eröffnet, ab 1882 als Berufsschule für die Glasindustrie weitergeführt, 1996 wurde daraus die Höhere Berufsschule für die Glasindustrie (Glasfachschule), seit 2008 Gymnasium. | Wikidata-Objekt anzeigen  | weitere Bilder                                                  |
| Gen. Svobody 274 (Standort)              | Wohn- und Geschäftshaus Adof Zinke im OT Arnsdorf                 |                                         |               | ehem. Glasraffinerie (Glasmanufaktur) Adof Zinke (1849–1922) im OT Arnsdorf, gegr. 1874 von Adolf Zinke (1849–1922), siehe (de.mapy.cz) |                           | Wohn- und Geschäftshaus Adof Zinke im OT Arnsdorf               |
| B. Egermanna 76 (Standort)               | Ehem. Bürgerhaus                                                  |                                         |               | Stadt-Bibliothek Nový Bor, siehe (de.mapy.cz) | Wikidata-Objekt anzeigen  | weitere Bilder                                                  |
| Smetanova 384 (Standort)                 | Kaiser-Franz-Josef-Jubiläumsbad (Císařské jubilejní lázně)        | Maximilian Dittrich                     | 1910          | zur Erinnerung an das 60-jährige Regierungs-Jubiläum von Kaiser Franz Joseph I. benannt, später Stadtbad, siehe (de.mapy.cz) | Wikidata-Objekt anzeigen  | weitere Bilder                                                  |
| Sloupská 378 (Standort)                  | Villa Marianne / Villa Hanka                                      |                                         | 1908          | Jugendstil, errichtet für den Glashändler August Oppitz (1859–1939) | 22495/5-4905 Info Katalog | Villa Marianne / Villa Hanka                                    |
| Smetanova 372 (Standort)                 | Ehem. Villa Stier                                                 | Emil F. Rühr                            | 1906          | Jugendstil, errichtet für den Glashändler J. G. Stier | Wikidata-Objekt anzeigen  | weitere Bilder                                                  |
| Revoluční 480 (Standort)                 | Stadttheater im OT Arnsdorf                                       | Richard Brosche                         | 1926          | ab Oktober 1926 war hier in Arnsdorf das Kino, Theater und Gemeindeamt untergebracht | Wikidata-Objekt anzeigen  | weitere Bilder                                                  |
| Smetanova 523 (Standort)                 | Kino                                                              | Rudolf Bitzan                           | 1926          | ab November 1926 Kino von Haida am Smetana-Park, 1981 durch Brand zerstört, 1989 renoviert | Wikidata-Objekt anzeigen  | weitere Bilder                                                  |
| Dvořákova 525 (Standort)                 | Ehem. Grandhotel Rudolf Zimmerhackel, jetzt Grandhotel Pražák     | Viktor Zimmerhackel und Richard Brosche | 1926          | Innenraum-Gestaltung durch den Künstler Rudolf Görtler aus Arnsdorf (Arnultovice) |                           | Ehem. Grandhotel Rudolf Zimmerhackel, jetzt Grandhotel Pražák   |
| Smetanova 584 (Standort)                 | Ehem. Villa Bruno und Fanny Vogel                                 | Otto Fleischer                          | 1929          | Funktionalistische Villa |                           | Ehem. Villa Bruno und Fanny Vogel                               |
| Boženy Němcové 539 (Standort)            | Tschechische Schule (ZŠ U lesa)                                   | Jaroslav Vondrák (1881–1937)            | 1928          | Tschechische Schule (Volks- und Bürgerschule, Gewerbe- und Musikschule) im tschechischen Viertel von Nový Bor, errichtet im funktionalistischen Stil | Wikidata-Objekt anzeigen  | weitere Bilder                                                  |
| Česká / Boženy Němcové (Standort)        | Tschechisches Viertel (Česká čtvrť)                               |                                         | 1922/23       | erbaut von der tschechischen Baugenossenschaft Svornost (gegr. 1919) für tschechische Glasmacher, die in dieser Zeit verstärkt nach Haida zogen |                           | Tschechisches Viertel (Česká čtvrť)                             |
| B. Egermanna 1001 (Standort)             | Neues Rathaus                                                     |                                         | um 2010       | Verwaltungsbüro der Stadt |                           | Neues Rathaus                                                   |
| B. Egermanna 634 (Standort)              | Verwaltungsgebäude der Fa. Crystalex                              |                                         | 1965–1967     | Glashütte für Glasherstellung und -veredelung sowie Verwaltungsgebäude, ab 1974 Crystalex | Wikidata-Objekt anzeigen  | weitere Bilder                                                  |
| Tř. T. G. Masaryka 805 (Standort)        | Fabrikgebäude Ajeto – Glashütte                                   |                                         | um 2000       | Glashütte der Firma Ajeto (gegr. 1991), Glaskunstmuseum mit einer Sammlung von modernem Gebraucht- und Kunstglas sowie Galerie und Glasrestaurant |                           | Fabrikgebäude Ajeto – Glashütte                                 |
| Tř. T. G. Masaryka 278 (Standort)        | Bürgerhaus, jetzt Galerie                                         |                                         |               | Glas-Galerie Ajeto |                           | Bürgerhaus, jetzt Galerie                                       |
| Tř. T. G. Masaryka 300 (Standort)        | Villa                                                             |                                         |               | |                           | Villa                                                           |